# 조익선생일괄유물
조익선생일괄유물(趙翼先生一括遺物)은 대한민국 충청남도 예산군에 있는 조선시대 후기의 문신 조익(1579∼1655)의 무덤에서 나온 묘지 16점이다. 1994년 11월 4일 충청남도의 문화재자료 제331호로 지정되었다.

## 개요
조선 후기의 문신 조익(1579∼1655)의 무덤에서 나온 묘지 16점으로, 묘지란 죽은 사람의 이름이나 행적 등을 새겨 무덤 옆에 파묻는 돌이나 도판을 말한다.
조익은 1602년 문과에 급제하여 벼슬에 나아갔다가 인목대비가 유폐되는 사건이 빚어지자, 벼슬을 그만두고 은거하였다. 1623년 인조가 즉위하면서 이조좌랑에 임명되어 조정에 들어갔다. 대동법의 시행을 적극 주장하였고 효종이 즉위하자 우의정과 좌의정에 올랐다. 1613년 벼슬을 버리고 신창현 도고산 밑에 초가를 짓고 여생을 보냈는데, 이 때문에 예산과 인연이 맺어져 예산에 묻혔다.
조익의 무덤에서 그의 행적과 이력이 기록된 묘지 16개가 나와 그와 당시의 조정에 대해 알 수 있게 되었으며, 문집으로 『포저집』35권이 전한다.

## 같이 보기
- 조익

## 참고 문헌
- 조익선생일괄유물 - 국가유산청 국가유산포털